# Kestřany (horní tvrz)
Horní tvrz Kestřany jsou středověká tvrz ve stejnojmenné vesnici v okrese Písek. Založena byla nejspíše už koncem třináctého století a do roku 1446 sloužila jako panské sídlo rodu Kestřanských z Kestřan. Od nich ji koupili páni ze Švamberka, kteří ji využívali jako správní centrum panství, ale někteří z nich na ní také sídlili. Během třicetileté války se panským sídlem stal sousední zámek a tvrz už sloužila pouze hospodářským účelům. Horní tvrz je spolu se zámkem a dolní tvrzí chráněna jako kulturní památka.

## Historie
Horní tvrz byla založena nejspíše ve druhé polovině třináctého století a jejím prvním známým majitelem byl Albert z Kestřan připomínaný roku 1315. Měl syny Michala, Šimona a Bartoloměje, kteří roku 1338 nechali zřídit oltář v kostele píseckého kláštera. V dalších letech byly Kestřany rozděleny mezi mnoho majitelů. Michalovi synové Jan, Petr a Mikuláš roku 1354 darovali témuž klášteru louku, u čehož svědčil jejich strýc Šimon. Od roku 1370 se připomíná jiný Jan z Kestřan s manželkou Přibou, jejíž písecký dům roku 1416 osvobodil král Václav IV. od daní. Bartoloměj připomínaný roku 1338 měl sice syna Vernéře a dceru Markétu, ale obě děti zemřely před rokem 1360 a z Bartolomějova podílu se stala odúmrť, kterou Karel IV. věnoval Buzkovi, Přibíkovi, Ondřejovi a Jakubovi ze Lhoty. Z nich je blíže znám pouze Ondřej, který kvůli velkým dluhům prodal svůj kestřanský podíl ve výši sedmdesáti kop grošů českokrumlovskému faráři Hostislavovi.
Od roku 1396 patřila horní tvrz Arnoštovi z Kestřan, jehož potomci se nazývali Údražskými z Kestřan. Roku 1416 (August Sedláček uvádí rok 1446.) tvrz prodal svému příbuznému Vaňkovi Koktanovi, po němž se majitelem stal jeho syn Bohuslav, který roku 1475 panství rozšířil o dolní tvrz. Bohuslavovi synové Václav a Jiří roku 1491 prodali své kestřanské panství se dvěma tvrzemi (dolejší byla pustá), dvěma poplužními dvory, částí vsi, Lhotou a šesti rybníky Jindřichovi ze Švamberka a na Zvíkově, kterému král Vladislav Jagellonský propustil Kestřany z manství. Švamberkům patřily významnější sídla jako Orlík, takže v Kestřanech nesídlili.
Jindřich ze Švamberka zemřel roku 1523 a Kestřany po něm zdědil synovec Kryštof I. ze Švamberka. Pozůstalost po něm se dělila v roce 1540, a Kestřany dostal jeho nejstarší syn Jindřich ze Švamberka. Ten nechal horní tvrz opravit a sjednotil poplužní dvory ve vesnici. K panství v té době patřily statky Sudoměř, Dobev a od roku 1550 Zátaví. Správcem statku býval v letech 1552 a 1553 purkrabí Bedřich Kotlinský z Frydberka. Dolní tvrz byla nejspíše v té době upravena na pivovar. Jindřich zemřel roku 1574 a podle jeho poslední vůle na panství žila jeho manželka Eliška z Rožmberka. Ta svého manžela přežila jen o jeden a půl roku.

Novým majitelem tvrze se stal Kryštof II. ze Švamberka, jehož smrtí vymřela zvíkovská větev rodu, a majetek si rozdělili bratranci Jan Jiří a Jan Vilém ze Švamberka z borské větve. Kestřany dostal roku 1584 Jan Vilém, který na horní tvrzi příležitostně bydlel a hostil zemany z okolních statků. Jeho syn Jiří Ernreich prodal roku 1312 Zvíkov a kromě Červeného Újezda si ponechal Kestřany. V červnu roku 1619 proběhla bitva u Záblatí a brzy poté byly Kestřany vypleněny. Při jejich obraně padlo pět vojáků a dva sedláci.

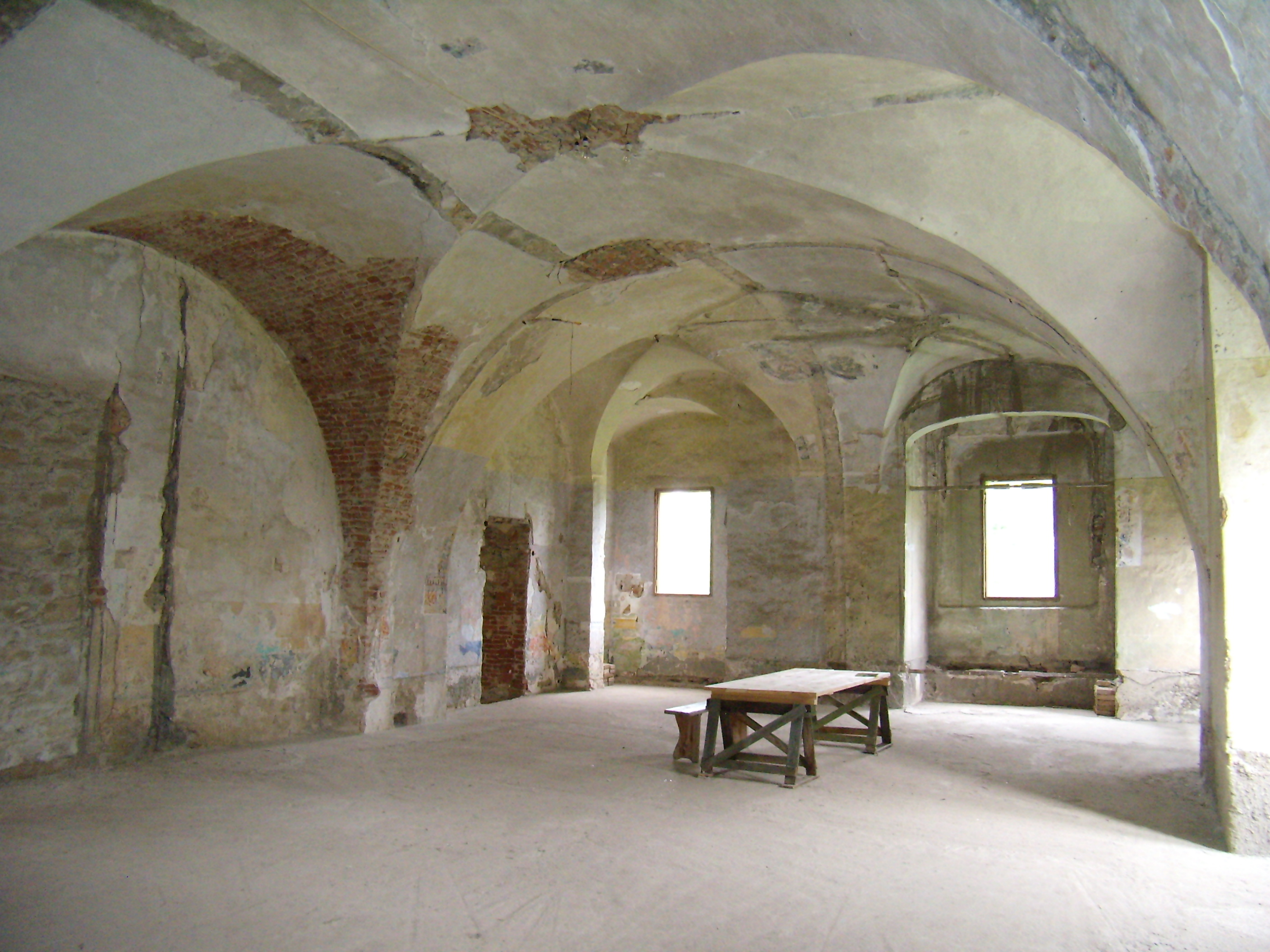
Velký pozdně gotický sál s renesanční klenbou

Jiřího syn Jan Vilém ze Švamberka stál během stavovského povstání na císařské straně, takže na rozdíl od mnoha jiných šlechticů nepřišel o majetek. Oženil se s Johankou Trčkovou z Lípy a společně žili v Kestřenach, které převzal roku 1627. Oba dva zemřeli roku 1651 bez mužských potomků. Měli však tři dcery, z nichž Kestřany 12. října 1652 připadly Františce Polyxeně, provdané za hraběte z Paaru. Stará tvrz novým majitelům nedostačovala, a proto si v jejím sousedství postavili kestřanský zámek.
Později kestřanské panství získali Schwarzenbergové, kteří je při pozemkové reformě v roce 1924 prodali Československým státním lesům a statkům. Ve druhé polovině dvacátého století areál tvrze využívalo jednotné zemědělské družstvo a v horní tvrzi byly až do sedmdesátých let byty. Poté se správcem areálu stalo Prácheňské muzeum. Od roku 1990 bylo vlastníkem tvrze Zemědělské družstvo Kestřany, které horní tvrz roku 2005 prodalo rodině Haladových a ta zahájila postupné opravy zdevastovaného areálu.

## Stavební podoba

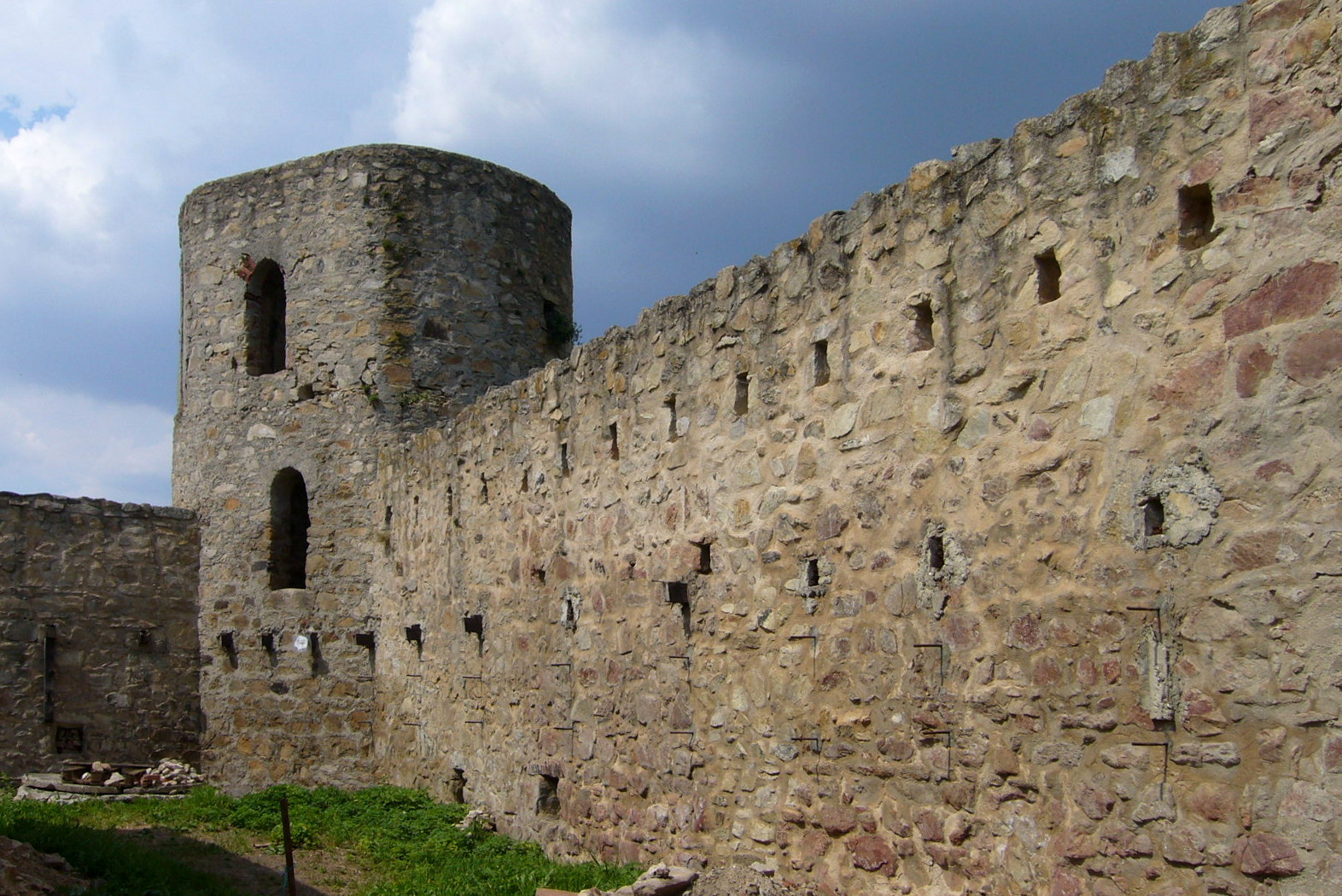
Severovýchodní hradba s okrouhlou věží a kapsami po trámech zaniklého ochozu

Horní tvrz byla postavena na výběžku terénní terasy obklopeném ze tří stran mokřinatým terénem. Původní podobu tvrze neznáme. Nejstarším objektem je budova tzv. purkrabství, která původně stála osamoceně uvnitř opevněného jádra. Na přelomu čtrnáctého a patnáctého století byla tvrz opevněna kamennou hradbou zesílenou třemi věžemi. Ve hradbě se dochovaly úzké střílny a kapsy po trámech, které nesly hradební ochoz.
Budova purkrabství má obdélný půdorys. Interiér je rozdělen příčkou na dvě poloviny. Místnosti v suterénu a jedna v přízemí bývaly původně plochostropé, ale později do nich byly vestavěny valené klenby. Druhá přízemní místnost byla od počátku zaklenutá cihlovou křížovou klenbou. Počet členů rodu si v průběhu času vyžádal rozšíření obytné plochy. Řešením se staly dvě hranolové obytné věže zapojené do hradby. Dochovala se v nich původní ostění oken a prevéty, které jsou v jižní nárožní věži umístěny nad sebou. Třetí, okrouhlá, věž sloužila jen k obraně.
Koncem patnáctého století proběhla pozdně gotická přestavba, během níž Švamberkové nechali v prostoru příkopu postavit rozměrný palác s průjezdem. Do průjezdu se vstupovalo po mostě přes příkop branou vybavenou padacím mostem. Většinu paláce zaujímal velký sál osvětlený pěticí oken obrácených směrem do příkopu. Sál měl původně plochý strop, ale při pozdějších renesančních úpravách jej Švamberkové nahradili valenou výsečovou klenbou s hřebínky. Ze stejné doby jako palác pochází kaple zaklenutá sklípkovou klenbou.

## Horní tvrz ve filmu
V prostorách kestřanské Horní tvrze se natáčely pohádky Jestřábí moudrost (1989) a Pravý rytíř (2016) a také jeden zahraniční seriál.

## Přístup
Horní tvrz je přístupná celoročně v návštěvních hodinách.